# 明治座 (京城府)
明治座（めいじざ、朝: 명치좌、ミョンチジャ）は、かつて存在した日本統治時代の朝鮮の映画館・劇場であり、同館の後継館であるかつて存在した大韓民国の映画館・劇場、市公館（しこうかん、朝: 시공관、シゴングァン）の通称である。1936年（昭和11年）10月7日、日本が統治する朝鮮の京城府明治町1丁目（現在の大韓民国ソウル特別市中区明洞1街）に竣工、開館する。第二次世界大戦後は、1946年1月に国際劇場（こくさいげきじょう、朝: 국제극장、クッチェクッチャン）と改称、1947年12月には「市公館」と改称して映画館・劇場として機能した。1957年6月1日、大韓民国が買収し明洞芸術会館（ミョンドンげいじゅつかいかん、朝: 명동예술회관、ミョンドンイェスルフェグァン）と改称、国立の劇場（韓国国立劇場）となった。1973年の閉鎖以降、36年を経て、2009年6月5日に明洞芸術劇場として再開館した。

本項では「明治座」および「市公館」と呼ばれた時代（1936年 - 1957年）までを詳述する。それ以降の時代については、

## 沿革
- 1936年10月7日 - 竣工、開館[2][3][5][6][7][8]
- 1946年1月 - 国際劇場と改称[5][8]
- 1947年12月 - ソウル市が買収し市公館と改称[5][8]
- 1957年6月1日 - 大韓民国が買収し明洞芸術会館と改称[5][8]
- 1962年3月21日 - 明洞国立劇場と改称[5][6]
- 1973年10月 - 閉鎖[5]
- 1975年 - 金融機関に売却[5]
- 2003年12月 - 同国の文化観光部が買収[5]
- 2009年6月5日 - 明洞芸術劇場として再開館[5][6]

## データ
- 所在地 : 朝鮮京城府明治町1丁目54番地[2][3]
  - 現在の大韓民国ソウル特別市中区明洞1街54番地

北緯37度33分50秒 東経126度59分3秒 / 北緯37.56389度 東経126.98417度
- 経営 : 
  1. 石橋良介 （1936年[5] - 1945年[2][3]）
  2. 不明（1946年 - 1947年[5]）
  3. ソウル市（1947年 - 1957年[5]）
  4. 大韓民国（1957年 - 1973年[5]）
- 構造 : 鉄筋コンクリート造地下一階・地上四階建、塔屋つき陸屋根[7]
- 観客定員数 : 1,165名（1942年[2]）⇒1,120名（1943年[3]）

## 概要

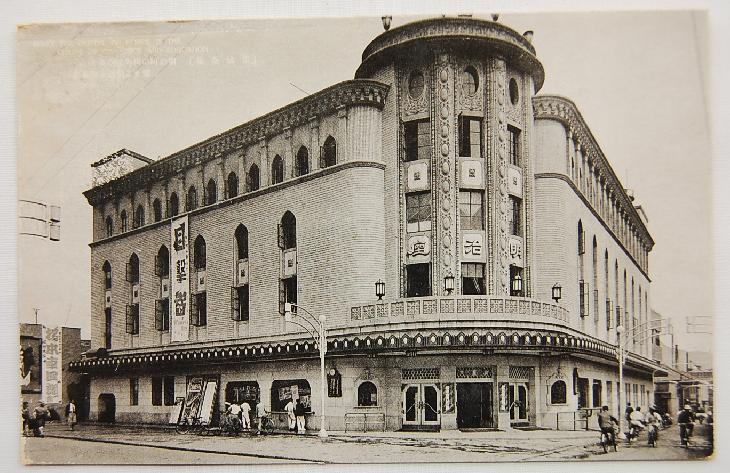
明治座、1937年。

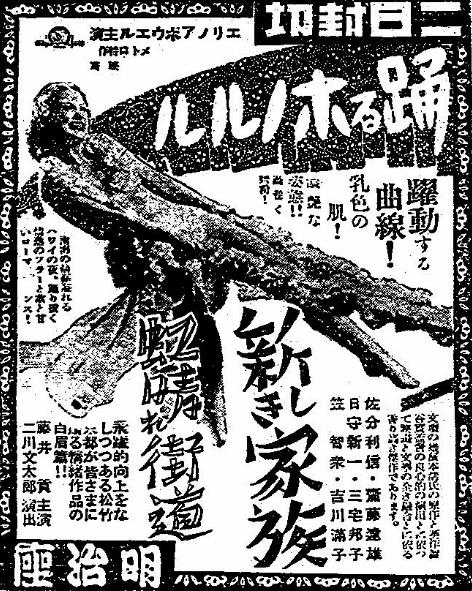
『踊るホノルル』をメインにした封切広告（1939年10月2日付）。

### 日本統治時代
1936年（昭和11年）10月7日、日本が統治する朝鮮の京城府明治町1丁目54番地（現在の大韓民国ソウル特別市中区明洞1街54番地）に明治座として竣工、開館した。同地域は、清渓川の南側、南村と呼ばれる地域に位置する日本人街であり、明治町通（現在の明洞通り、朝: 명동길、ミョンドンキル）に面しており、同館の斜め前（南西側）には浪花館（のちの明洞劇場、明治町1丁目65番地2号、現在の明洞1街65番地2号）という映画館が先行して存在した。同館の建築主および館主は、実業家の石橋良介である。インターネット上の韓国側資料に頻出する「石橋良佑」等は誤りである。
同館の着工は前年1935年（昭和10年）11月9日であり、設計者は玉田建築事務所を主宰する玉田橘治であった。玉田は、同時期に着工あるいは完成した同府内の映画館、團成社（授恩町56番地、現在の鍾路区廟洞56番地）および黄金館（のちの國都劇場、黄金町4丁目310番地、現在の乙支路4街310番地）の設計も行っている。建築費用は53万円（当時）、観客定員数1,000名を超え、トーキー設備もあり、同府内でも「1等級館」に分類された劇場であった。当時の府内「1等級館」は、同館のほか、京城宝塚劇場（かつての黄金館、のちの國都劇場、黄金町4丁目310番地、現在の乙支路4街310番地、1913年開館）、若草劇場（のちのスカラ劇場、若草町41番地、現在の草洞41番地、1935年開館）があった。牧園大学校教授の金晶東、および名古屋大学大学院准教授の西澤泰彦の指摘によれば、同館の設計は、1930年（昭和5年）12月に改築・竣工した東京・浅草公園六区の大勝館に酷似したバロック建築であり、平面図までそっくりコピーしたものであろうという。大勝館の設計は僊石政太郎が主宰する僊石建築事務所の設計、戸田組（現在の戸田建設）の施工によるものである。
1937年（昭和12年）4月24日には、聖峰映画閣と新興キネマが合作し、李圭煥と鈴木重吉とが共同監督した朝鮮語による初のトーキー『ナグネ』（日本公開題『旅路』、東京公開1937年5月6日）が、同館で公開されている。同館では日本語版の上映であったが、同日、府内の優美館では朝鮮語版が公開されている。
「京城名物」として同館を写した当時の絵はがきには、七代目松本幸四郎の名を記した幟や、アメリカ映画『目撃者』（監督アルフレッド・サンテル、主演バージェス・メレディス、アメリカ公開1936年12月3日、日本公開1937年3月）の幟が確認できる（右上写真）。1939年（昭和14年）には、松竹の作品や輸入映画（洋画）の興行系統にあったとされており、同年10月2日には、アメリカ映画『踊るホノルル』（監督エドワード・バゼル、アメリカ公開1939年2月3日、東京公開同年6月15日）、松竹映画『新しき家族』（監督渋谷実、東京公開同年9月7日）および『虹晴れ街道』（監督二川文太郎、東京公開同年9月28日）が同館で公開されている。
ほかにも朝鮮の映画会社が製作した映画の封切館としても機能しており、1940年（昭和15年）8月6日には、高麗映画協会が製作した映画『授業料』（監督崔寅奎）が同館をトップに封切り、1941年（昭和16年）2月19日には、東亜映画社が製作した映画『志願兵』（監督安夕影、東京公開1940年8月1日）が同館で公開されている。松竹映画も引き続き公開されており、同年撮影とされる同館の写真には、「近日封切」として『西住戦車長伝』（監督吉村公三郎、東京公開1940年11月29日）、『みかへりの塔』（監督清水宏、東京公開1941年1月30日）、「戸田家の兄弟」（『戸田家の兄妹』の誤り、監督小津安二郎、東京公開同年3月1日）の幟が写っており、当時の人気ダンサー岡本八重子の「アクロバティックダンス」実演も行われた。
同年4月、同館の経営者である石橋良介がメトロ・ゴールドウィン・メイヤーの朝鮮での代理店となる。第二次世界大戦が始まり、戦時統制が敷かれ、1942年（昭和17年）、日本におけるすべての映画が同年2月1日に設立された社団法人映画配給社の配給になり、映画館の経営母体にかかわらずすべての映画館が紅系・白系の2系統に組み入れられるが、『映画年鑑 昭和十七年版』には同館の興行系統については記述されていない。 同資料によれば、当時の同館の経営は石橋良介の個人経営であり、支配人は田中博が務めた。観客定員数は同資料では1,165名、翌1943年（昭和18年）に発行された『映画年鑑 昭和十八年版』では1,120名に改められている。同年4月5日には、前年9月に設立された朝鮮映画製作が製作した朝鮮初の航空映画『仰げ大空』（朝: 우르러라 창공、監督金永華）が同館を封切館として公開された。同館では、大戦末期の1945年（昭和20年）5月24日には『愛と誓い』、同年6月10日には『神風の子供達』といった、いずれも崔寅奎が監督した日本の国策映画を封切館として公開している。

### 解放後の時代・国営化まで

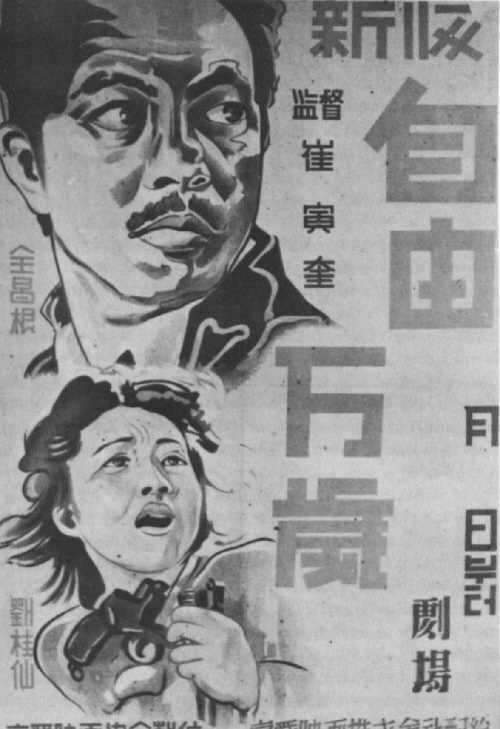
同館が国際劇場であった時代に封切られた映画『自由万歳』（1946年）。

1945年（昭和20年）8月15日、第二次世界大戦が終了し、同年9月8日から1948年8月15日に大韓民国が建国されるまでの間は、在朝鮮アメリカ陸軍司令部軍政庁がこの地域を統治した。同館は、戦後間もなく復興し、1946年1月には国際劇場と改称し、映画館としての営業を開始した。この名称は2年足らずのものであり、世宗大路149番地にのちに建てられた国際劇場とは異なる。同年10月21日には、高麗映画協会が製作した映画『自由万歳』（監督崔寅奎）が、同館をトップに封切り、15万人もの動員を記録している。
1947年12月には、ソウル市が買収し市公館と改称している。朝鮮戦争の時期を経て、1954年（昭和29年）4月6日には『獨流』（朝: 탁류、監督李萬興）、同年5月1日には『コリア』（朝: 코리아、監督金聖珉）が同館を封切館として公開している。
その後、国が買収し、1957年6月1日、明洞芸術会館と改称し、国営劇場となる。国営化したあともしばらくは「市公館」と呼ばれており、同館の正面入口には右に「중앙국립극장」（中央国立劇場）、左に「시공관」（市公館）と書かれていた。同年8月8日に上演された同館での歌手の髙福壽引退公演の広告には、「市公館」と大書されている。映画の上映も引き続き「市公館」の名称で行われており、翌1958年4月20日には、『地獄花』（監督申相玉）が同館を封切館として公開している。同作に主演した崔銀姫は、同年の第2回釜日映画賞主演女優賞を受賞した。
1962年3月21日には明洞国立劇場と改称したが、1973年10月には国立劇場の南山への移転に伴い閉鎖され、1975年には金融機関に売却されてオフィスとして使用される。1990年代になって地元や建築界を中心にこの建物の価値が見直されて、老朽化、解体の危機に瀕した同館の修復・復元のための運動が起こり、これを背景に2003年12月、同国の文化観光部（現在の文化体育観光部）が買収、外観を残した形での復元が行われ、2009年6月5日、明洞芸術劇場として再開館し、今日に至る。

## ギャラリー

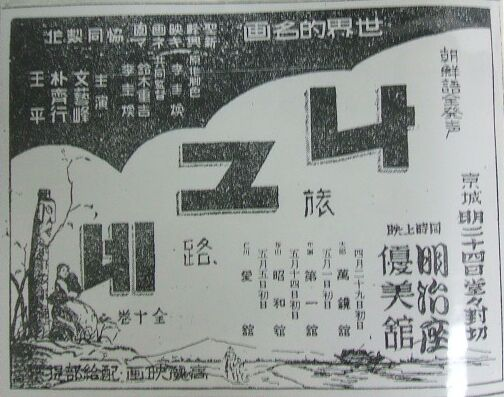
『ナグネ（朝鮮語版）』（1937年4月24日公開）広告。
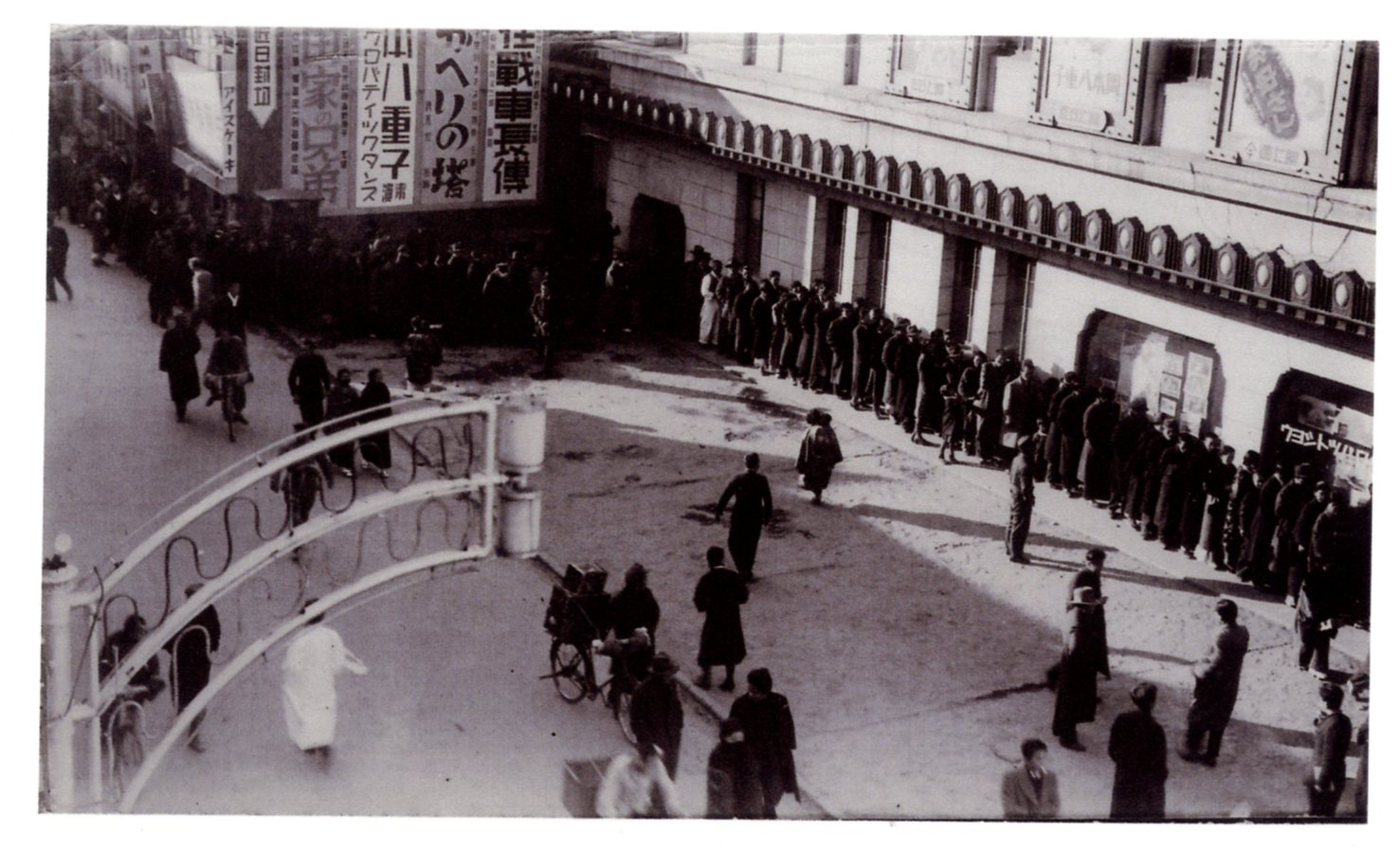
長蛇の列をなす明治座、1941年。
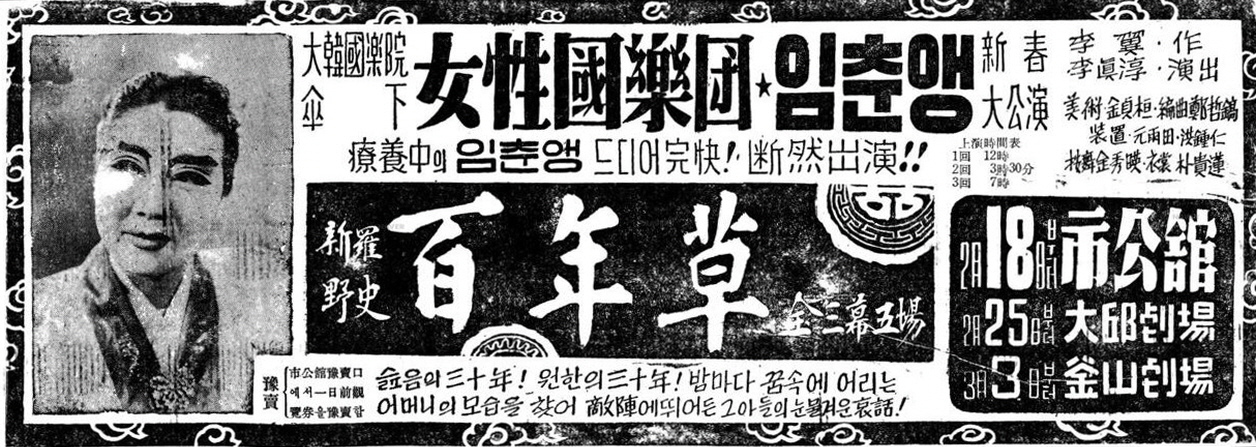
演劇『百年草』（1956年2月18日初日、市公館）上演広告。
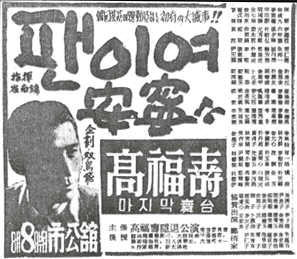
髙福壽（朝鮮語版）引退公演（1957年8月8日上演、市公館）の広告。
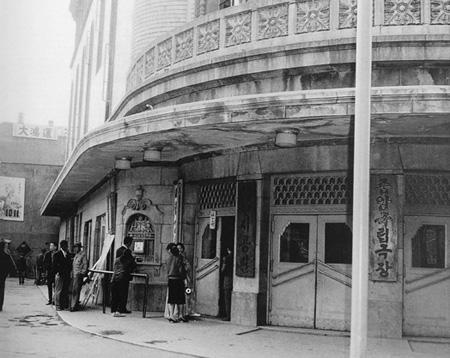
1957年の市公館、入口に「중앙국립극장」（中央国立劇場）と「시공관」（市公館）の表札がある。
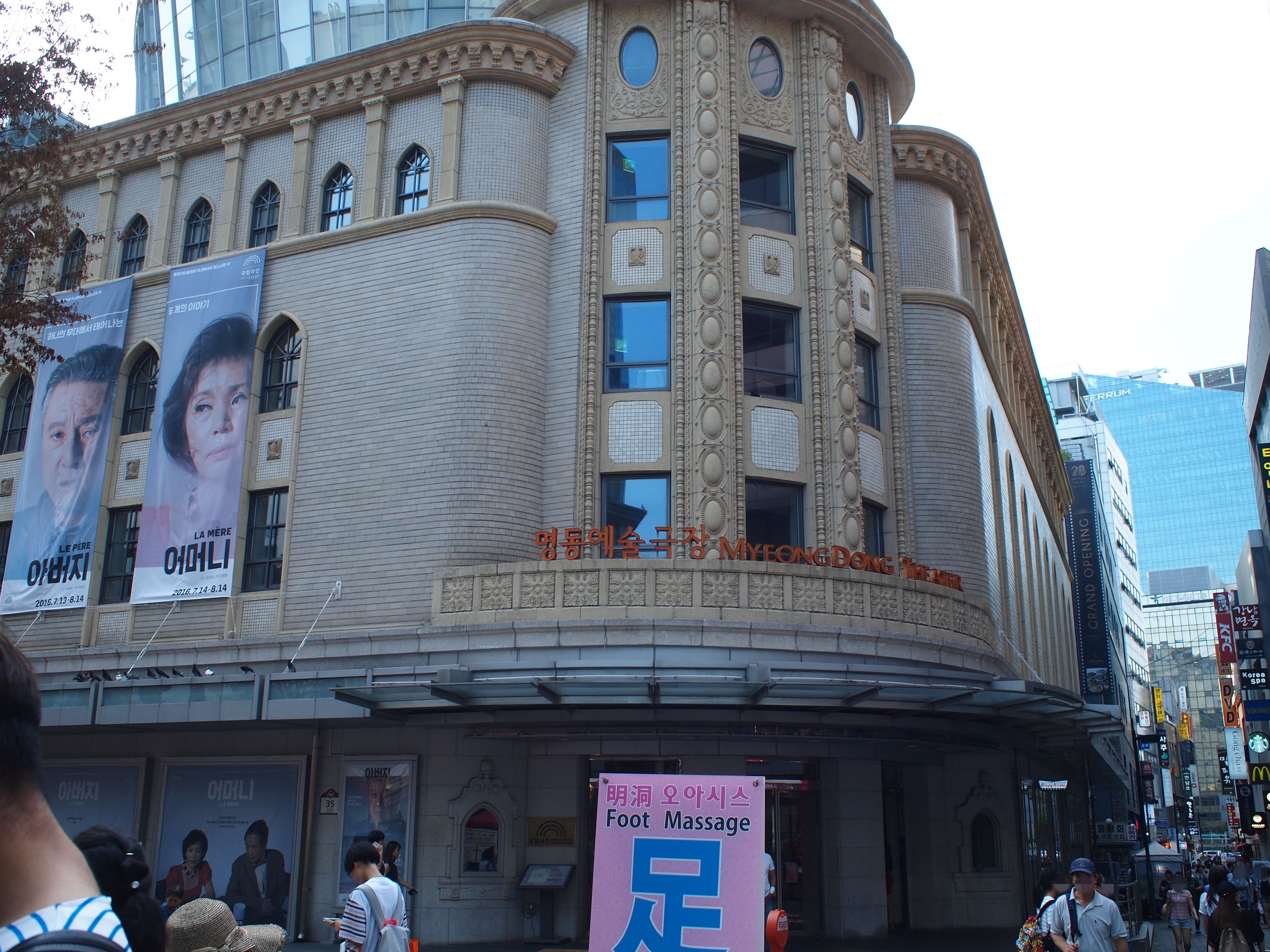
2016年8月10日, National Theater Company of Korea, MyeongDong Theater